# Transposition (logique)
Pour les articles homonymes, voir Transposition.
En logique des propositions, une transposition,, est une règle de remplacement valide qui permet d'échanger l'antécédent avec le conséquent d'une implication matérielle dans une preuve logique s'ils sont tous les deux négatifs. C'est l'inférence de la vérité de « A implique B » à la vérité de « non-B implique non-A », et inversement,. Elle est très étroitement liée à la règle d'inférence modus tollens. La règle est la suivante :
{\displaystyle (P\to Q)\Leftrightarrow (\neg Q\to \neg P)}
où « {\displaystyle \Leftrightarrow } » est un symbole métalogique représentant "peut être remplacé dans une démonstration avec."

## Notation formelle
La règle de transposition peut être exprimée en notation séquent :
{\displaystyle (P\to Q)\vdash (\neg Q\to \neg P)}
où {\displaystyle \vdash } est un symbole métalogique signifiant que {\displaystyle (\neg Q\to \neg P)} est une déduction logique de {\displaystyle (P\to Q)} dans un système logique;
ou comme une règle d'inférence:
{\displaystyle {\frac {P\to Q}{\therefore \neg Q\to \neg P}}}
où la règle est que partout où une instance de « {\displaystyle P\to Q} » apparaît sur une ligne d'une preuve, il peut être remplacé par « {\displaystyle \neg Q\to \neg P} » ;
ou comme la déclaration d'une tautologie de vérité fonctionnelle ou d'un théorème de la logique propositionnelle. Le principe a été énoncé comme un théorème de la logique propositionnelle par Russell et Whitehead dans les Principia Mathematica :
{\displaystyle (P\to Q)\to (\neg Q\to \neg P)}
où {\displaystyle P} et {\displaystyle Q} sont des propositions exprimées dans un système formel.

## Logique traditionnelle

### Forme de transposition
Dans la proposition inférée, le conséquent est contradictoire de l'antécédent dans la proposition initiale, et l'antécédent de la proposition inférée est contradictoire de la conséquence de la proposition originale. Le symbole de l'implication matérielle signifie la forme "si-alors", par exemple "Si P alors Q".
La déclaration biconditionelle de la règle de transposition (↔) se réfère à la relation entre des propositions hypothétiques (→), avec chaque proposition incluant un antécédent et un conséquent. Signifiant que, pour transposer ou convertir (P → Q) en (Q → P) exige que l'autre proposition, (~Q → ~P), soit transposée ou converti en (~P → ~Q).
La vérité de la règle de transposition dépend des rapports de condition suffisante et de condition nécessaire en logique.
Dans la proposition "Si P alors Q", l'apparition de 'P' est une raison suffisante pour l'apparition de 'Q'. 'P', en tant qu'individu ou d'une classe, implique matériellement 'Q', mais la relation de 'Q' à 'P' est telle que, à l'inverse de la proposition "Si Q alors P" n'a pas nécessairement de condition suffisante. La règle d'inférence pour la condition suffisante est le modus ponens :
Prémisse (1) : Si P, alors Q
Prémisse (2) : P
Conclusion : Par conséquent, Q

### Condition nécessaire
Comme le contraire du prémisse (1) n'est pas valide, tout ce qui peut être déclaré de la relation de 'P' et 'Q' est qu'en l'absence de 'Q', 'P' ne se produit pas, ce qui signifie que 'Q' est la condition nécessaire pour 'P'. La règle d'inférence pour condition nécessaire est le modus tollens :
Prémisse (1) : Si P, alors Q
Prémisse (2) : non Q
Conclusion : Par conséquent, non P

## Transposition en logique mathématiques
Voir Transposition (mathematiques), Théorie des ensembles

## Preuve
| Proposition                              | Dérivation             |
| ---------------------------------------- | ---------------------- |
| {\displaystyle P\rightarrow Q}           | Donné                  |
| {\displaystyle \neg P\lor Q}             | Implication matérielle |
| {\displaystyle Q\lor \neg P}             | Commutativité          |
| {\displaystyle \neg Q\rightarrow \neg P} | Implication matérielle |